# João Zaco Paraná
João Zaco Paraná (Brzeżany, 3 de julho de 1884 – Rio de Janeiro, 10 de julho de 1961), nascido Jan Żak, foi um escultor, desenhista, pintor e professor polonês, naturalizado brasileiro em 1923. 

## Biografia
Nasceu em Berezhany (então cidade da Galícia, com nome polonês de Brzeżany) quando a cidade fazia parte do Império Austro-Húngaro e a Galícia, integrante deste império, era administrado pela Polônia. Com a instabilidade política e as guerras européias que mudavam o mapa do continente constantemente nesta época, a familia Żak partiu para a América do Sul. Chegou ao Brasil, ainda criança, em 1887 e até 1895, os Żak, família de lavradores, permanecem na localidade de Restinga Seca, em Porto Amazonas, no Paraná. Os engenheiros ferroviários François Gheur e Affonso Solheid, impressionados com os trabalhos de Zaco em madeira, propiciam sua ida para Curitiba, onde, entre 1895 e 1901, o menino será hóspede na residência de Gheur.
Aos 14 anos, recebe uma bolsa de estudos concedida por Santos Andrade, então presidente do Estado do Paraná. Freqüenta a Escola de Belas Artes e Indústrias do Paraná, de 1898 a 1901. Paralelamente, estuda no Seminário Menor Arquidiocesano São José. Nessa época passa a assinar João Zaco Paraná.
Entre 1901 e 1902, com apoio financeiro de amigos e protetores, matricula-se no curso livre da Escola Nacional de Belas Artes, no Rio de Janeiro. 
Em 1903, também com auxílio do Governo do Paraná, embarca para a Europa, para estudar na Academia Real de Belas Artes de Bruxelas (Académie royale des beaux-arts de Bruxelles), sob orientação do escultor  Charles Van der Stappen. Em 1909, recebe o diploma acadêmico e, como prêmio excepcional, um ateliê na Academia, com todas as despesas pagas. Em 1910, com a morte de Van der Stappen, Zaco retorna ao Rio de Janeiro, onde pretendia organizar seu ateliê. Sem êxito, retorna à Europa.
Entre 1912 e 1922, vive em Paris. Na Escola de Belas Artes de Paris, especializa-se em escultura e pintura, sob a orientação de Jules Coutan. Entre 1914 e 1918 divide um apartamento com o escultor João Turin. Interrompe o trabalho de ateliê, sobrevivendo como carregador de malas nas gares parisienses e trabalhando como operário em uma fábrica de cerâmica. 
Após a Primeira Guerra Mundial, reativa seu ateliê e produz retratos a óleo de heróis da guerra como o de Joseph Joffre. Convive com Chagall, Brancusi, Maillol, Picasso, Modigliani, Antoine Bourdelle, Gris e Chaim Soutine.
Em 1922, regressa ao Rio de Janeiro. Monta seu ateliê em casa e recebe encomendas oficiais para comemoração do centenário da Independência do Brasil. A partir de 1940, é nomeado  professor da Escola Nacional de Belas Artes, no Rio de Janeiro, da qual, depois de apresentar a tese A Modelagem nas Artes do Desenho, em 1949, tornar-se ia catedrático, permanecendo nessa função até se aposentar, em 1953.
É autor das esculturas O Semeador, da Praça Eufrásio Correia,  e Amor Materno, no Jardim Botânico, ambas em Curitiba. É também de sua autoria o busto em bronze do pintor Eliseu Visconti que, por sua vez, executou o retrato a óleo do escultor. 